# Gheorghe Ivănescu
Gheorghe Ivănescu (* 2. November 1912 in Vutcani, Kreis Vaslui; † 3. Juni 1987 in Iași) war ein rumänischer Romanist, Rumänist und Indogermanist.

## Leben und Werk
Ivănescu machte Abitur in Bârlad. Er studierte in Iași (1930–1933), dann an der École pratique des hautes études in Paris (1934–1935), sowie in Rom (1935–1937). 1945 promovierte er mit der Arbeit Problemele capitale ale vechii române literare (Iaşi 1948, 2012).
Ivănescu lehrte romanische und allgemeine Sprachwissenschaft an den Universitäten Iași, Timișoara (1962–1969) und Craiova (1969–1971), dann kehrte er nach Iași zurück (diesmal auf einen Indogermanistiklehrstuhl).
Ivănescu war ab 1965 korrespondierendes Mitglied der Rumänischen Akademie.
2012 fand an der Universität Alexandru Ioan Cuza Iași zu seinen Ehren ein Kolloquium statt unter dem Titel „Gheorghe Ivănescu – 100 de ani de la naştere“.
In Timișoara ist eine Straße nach ihm benannt.

## Weitere Werke
- Curs de sintaxa limbii române moderne, Iaşi 1948, 2004
- (Hrsg. mit Vasile Serban) Mihai Costăchescu, Cîntece populare româneşti, Bukarest 1969
- Mioriţa. Tipologia variantelor. Geneza, Craiova 1970
- Istoria limbii române, Iaşi 1980; hrsg. von Mihaela Paraschiv, Iaşi 2000
- (mit Theophil Simenschy) Gramatica comparată a limbilor indoeuropene, Bukarest 1981
- Lingvistica generală și românească, hrsg. von Vasile Şerban und Vasile D. Ţara, Timişoara 1983
- (Hrsg. mit Carmen-Gabriela Pamfil) Alexandru Philippide, Opere alese. Teoria limbii, Bukarest 1984
- Studii de istoria limbii române literare, hrsg. von Al Andriescu, Iaşi 1989